# Ulrike Ackermann

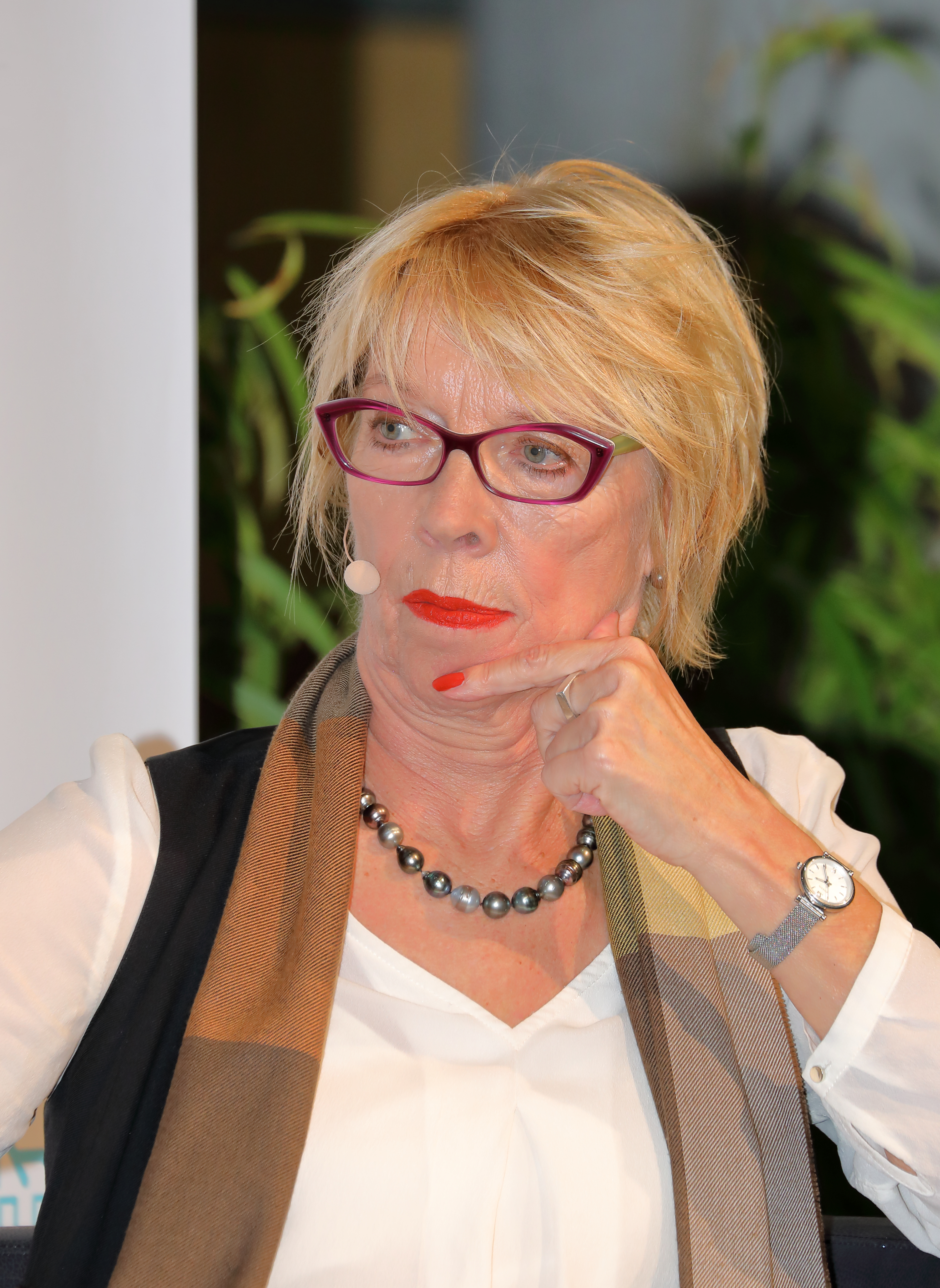
Ulrike Ackermann, 2022

Ulrike Ackermann (* 1957 in Mainz) ist eine deutsche Politikwissenschaftlerin und Publizistin.

## Leben
Ackermann studierte Politik, Soziologie und Neuere Deutsche Philologie an der Universität Frankfurt am Main.
Von 1984 bis 1989 war sie Wissenschaftslektorin bei verschiedenen Verlagen und 1989 Mitbegründerin des Ost-/Westeuropäischen Kultur- und Studienzentrums „Palais Jalta“ in Frankfurt. Bis 1994 war sie verantwortliche Redakteurin der Frankfurter Hefte/Neue Gesellschaft und von 1995 bis 1998 war sie als wissenschaftliche Mitarbeiterin am Hamburger Institut für Sozialforschung angestellt.
1999 promovierte Ackermann zur Dr. rer. soc. an der Justus-Liebig-Universität Gießen.
Am 23. und 24. Juni 2000 organisierte Ackermann in Berlin eine Tagung zum 50. Jubiläumsjahr des Kongresses für kulturelle Freiheit (CCF). 2002 gründete sie an der Berlin-Brandenburgische Akademie der Wissenschaften das Europäische Forum und leitete es bis 2003.
Seit 2004 ist sie als freie Autorin (Die Welt, Frankfurter Allgemeine Zeitung, Süddeutsche Zeitung, tageszeitung, Frankfurter Rundschau, 2006 bis 2014 Die Achse des Guten), Soziologiekolumnistin der Zeitschrift Merkur sowie Verfasserin und Moderatorin zahlreicher Rundfunksendungen (NDR, SWR, WDR, DLR Berlin, DLF, hr) tätig.
Von 2008 bis 2014 hatte sie eine Professur mit dem Schwerpunkt Freiheitsforschung und -lehre an der privaten SRH Hochschule Heidelberg inne. 2009 gründete sie dort den Verein John Stuart Mill Institut für Freiheitsforschung. Der Verein firmiert mittlerweile in Bad Homburg, Ulrike Ackerman ist weiterhin Vorsitzende.
Im Herbst 2020 gehörte sie zu den Erstunterzeichnern des Appells für freie Debattenräume. Ihr im selben Jahr erschienenes Sachbuch Das Schweigen der Mitte: Wege aus der Polarisierungsfalle fundiert die dort angesprochene Problemlagenanalyse. Das ARD-Kulturmagazin ttt besprach das Buch am 12. März 2021 in einer Extra-Ausgabe.
Entsprechend ist sie Mitglied im Netzwerk Wissenschaftsfreiheit.
Im September 2019 sagte Ackermann: „Die Klimarettung als oberstes politisches Primat über alles zu setzen, komme fast einer Religion gleich.“
Im Kontext des Russischen Überfalls auf die Ukraine seit 2022 fordert Ackermann einen neuen antitotalitären Konsens, um liberale Demokratien gegen äußere und innere Feinde verteidigen zu können.

## Schriften

### Autorin
- Antitotalitäre Traditionen im Kulturvergleich. Ein deutsch-französischer Intellektuellenstreit. Gießen 1999 (PDF; 517 KB) (Dissertation).
- Sündenfall der Intellektuellen. Ein deutsch-französischer Streit von 1945 bis heute. Klett-Cotta, Stuttgart 2000, ISBN 3-608-94278-5.[11]
- Eros der Freiheit. Plädoyer für eine radikale Aufklärung. Klett-Cotta, Stuttgart 2008, ISBN 978-3-608-94305-4[12]
- Das Schweigen der Mitte: Wege aus der Polarisierungsfalle. Wissenschaftliche Buchgesellschaft, Darmstadt 2020, ISBN 978-3806240573.
- Die neue Schweigespirale : wie die Politisierung der Wissenschaft unsere Freiheit einschränkt. wbg Theiss Darmstadt 2022, ISBN 3-8062-4423-5

### Herausgeberin
- (Hrsg.) Versuchung Europa. Stimmen aus dem Europäischen Forum. Humanities Online, Frankfurt am Main 2003, ISBN 3-934157-25-4.
- (Hrsg.) Welche Freiheit. Plädoyers für eine offene Gesellschaft. Matthes & Seitz, Berlin 2007, ISBN 978-3-88221-885-5.
- (Hrsg.) Freiheit in der Krise? Der Wert der wirtschaftlichen, politischen und individuellen Freiheit. Humanities Online, Frankfurt am Main 2009, ISBN 978-3-934157-98-9.
- (Hrsg.) Freiheitsindex Deutschland 2011. Humanities Online, Frankfurt am Main 2012, ISBN 978-3-941743-19-9.
- (Hrsg.) John Stuart Mill, Freiheit und Gleichberechtigung, Ausgewählte Werke, Band 1. Murmann Verlag, Hamburg 2012, ISBN 978-3-86774-177-4.
- (Hrsg.) John Stuart Mill, Bildung und Selbstentfaltung, Ausgewählte Werke, Band 2. Murmann Verlag, Hamburg 2013, ISBN 978-3-86774-178-1.
- (Hrsg.) Freiheitsindex Deutschland 2012. Humanities Online, Frankfurt am Main 2013, ISBN 978-3-941743-37-3.
- (Hrsg.) Im Sog des Internets. Öffentlichkeit und Privatheit im digitalen Zeitalter. Humanities Online, Frankfurt am Main 2013, ISBN 978-3-941743-35-9.
- (Hrsg.) Freiheitsindex Deutschland 2013. Humanities Online, Frankfurt am Main 2014, ISBN 978-3-941743-39-7.
- (Hrsg.) John Stuart Mill, Individuum, Moral und Gesellschaft, Ausgewählte Werke, Band 3.1. Murmann Verlag, Hamburg 2014, ISBN 978-3-86774-198-9.
- (Hrsg.) Freiheitsindex Deutschland 2014. Humanities Online, Frankfurt am Main 2014, ISBN 978-3-941743-45-8.
- (Hrsg.) Selbstbestimmung oder Fremdbestimmung? Soziales Leben im Internet. Humanities Online, Frankfurt am Main 2015, ISBN 978-3-941743-55-7.
- (Hrsg.) John Stuart Mill, Freiheit, Fortschritt und die Aufgaben des Staates, Ausgewählte Werke, Band 3.2. Murmann Verlag, Hamburg 2015, ISBN 978-3-86774-199-6.
- (Hrsg.) Freiheitsindex Deutschland 2015. Humanities Online, Frankfurt am Main 2015, ISBN 978-3-941743-57-1.
- (Hrsg.) Genuss – Askese – Moral. Über die Paternalisierung des guten Lebens. Humanities Online, Frankfurt am Main 2016, ISBN 978-3-941743-59-5.